# Scottish Third Division 1995-1996
La Scottish Third Division 1995-1996 è stata la 2ª edizione del torneo e ha rappresentato la quarta categoria del calcio scozzese.

## Squadre partecipanti
| Squadra            | Città       | Stadio              | Stagione precedente                              |
| ------------------ | ----------- | ------------------- | ------------------------------------------------ |
| Albion Rovers      | Coatbridge  | Cliftonhill Stadium | 10º posto                                        |
| Alloa Athletic     | Alloa       | Recreation Park     | 5º posto                                         |
| Arbroath           | Arbroath    | Gayfield Park       | 7º posto                                         |
| Brechin City       | Brechin     | Glebe Park          | 10º posto in Scottish Second Division 1994-1995. |
| Cowdenbeath        | Cowdenbeath | Central Park        | 9º posto                                         |
| East Stirlingshire | Falkirk     | Firs Park           | 4º posto                                         |
| Inverness          | Inverness   | Telford Street Park | 6º posto                                         |
| Livingston         | Livingston  | Almondvale Stadium  | 9º posto in Scottish Second Division 1994-1995.  |
| Queen's Park       | Glasgow     | Hampden Park        | 8º posto                                         |
| Ross County        | Dingwall    | Victoria Park       | 3º posto                                         |

## Classifica finale
|  | Pos. | Squadra            | Pt | G  | V  | N  | P  | GF | GS | DR  |
|  | ---- | ------------------ | -- | -- | -- | -- | -- | -- | -- | --- |
|  | 1.   | Livingston         | 72 | 36 | 21 | 9  | 6  | 51 | 24 | +27 |
|  | 2.   | Brechin City       | 63 | 36 | 18 | 9  | 9  | 41 | 21 | +20 |
|  | 3.   | Inverness          | 57 | 36 | 15 | 12 | 9  | 64 | 38 | +26 |
|  | 4.   | Ross County        | 53 | 36 | 12 | 17 | 7  | 56 | 39 | +17 |
|  | 5.   | Arbroath           | 52 | 36 | 13 | 13 | 10 | 41 | 41 | 0   |
|  | 6.   | Queen's Park       | 48 | 36 | 12 | 12 | 12 | 40 | 43 | −3  |
|  | 7.   | East Stirlingshire | 44 | 36 | 11 | 11 | 14 | 58 | 62 | −4  |
|  | 8.   | Cowdenbeath        | 38 | 36 | 10 | 8  | 18 | 45 | 59 | −14 |
|  | 9.   | Alloa Athletic     | 29 | 36 | 6  | 11 | 19 | 26 | 58 | −32 |
|  | 10.  | Albion Rovers      | 29 | 36 | 7  | 8  | 21 | 37 | 74 | −37 |

Legenda:

      Campione di Third Division e promossa in Second Division
      Promossa in Second Division
Note:

Tre punti a vittoria, uno a pareggio, zero a sconfitta.